# Reformierter Bund
Der Reformierte Bund in Deutschland e. V. ist eine Föderation reformierter Kirchen, Gemeinden, Verbände und Einzelpersonen. Er wurde 1884 gegründet und gilt als Dachverband für etwa zwei Millionen reformierte Gemeindeglieder in Deutschland. Seit 2005 hat er seinen Sitz in Hannover.
Als Föderation ist der Bund keine Landeskirche und daher auch nicht Mitglied der Evangelischen Kirche in Deutschland (EKD), besitzt dort aber Gaststatus in der Kirchenkonferenz. Im Jahre 2013 wurde eine neue Körperschaft des öffentlichen Rechts mit dem Namen „Reformierter Bund in der EKD“ gegründet. In diesem neuen Kirchenzusammenschluss wurde dann der Reformierte Bund e. V. Mitglied, die Leitungspositionen sind dabei personenidentisch besetzt. Dieser Schritt zielte darauf, sich besser in die Evangelische Kirche in Deutschland (EKD) zu integrieren und dort auf eine Stufe mit dem lutherischen Zusammenschluss (VELKD) und den unierten Kirchen (UEK) zu kommen.

## Zusammensetzung
Mitglieder des Reformierte Bundes sind:
- die 1882 gegründete Evangelisch-reformierte Kirche der Provinz Hannover, seit 2009 Evangelisch-reformierte Kirche (ERK),
- die überwiegend reformierte Lippische Landeskirche,
- der 1928 gegründete Bund Evangelisch-reformierter Kirchen Deutschlands,
- die Evangelisch-altreformierte Kirche in Niedersachsen (EAK) und
- einzelne reformierte Kirchengemeinden in den unierten Landeskirchen

Damit gehören insgesamt rund 400 reformiert geprägte Gemeinden und darüber hinaus rund 730 Einzelpersonen dem Bund an. Ferner sind beim Reformierten Bund auch verschiedene unierte Landeskirchen vertreten, weil sie in ihrem Gebiet neben lutherischen und unierten auch reformiert geprägte Gemeinden haben. So entsenden folgende unierte Landeskirchen Mitglieder in das Moderamen des Reformierten Bundes:
- Evangelische Kirche im Rheinland
- Evangelische Kirche von Westfalen
- Evangelische Kirche in Hessen und Nassau
- Evangelische Kirche von Kurhessen-Waldeck
- Bremische Evangelische Kirche

## Leitung des Bundes
Der Reformierte Bund wird von der alle zwei Jahre stattfindenden Hauptversammlung geleitet. Zwischenzeitlich leitet das Moderamen, der Vorstand der Hauptversammlung, den Bund, dessen Vorsitzender der Moderator ist. Das Moderamen hat 24 Mitglieder, von denen zwölf von der Hauptversammlung gewählt werden, neun werden von den beteiligten Kirchen entsandt und drei vom Moderamen selbst berufen. Moderator ist seit 2022 Pfarrer Bernd Becker.
Am Sitz des Reformierten Bundes, lange Zeit in Wuppertal und seit 2006 in Hannover, befindet sich die Geschäftsstelle mit einem Geschäftsführer, der den Titel Generalsekretär trägt. Derzeit hat Pfarrer Hannes Brüggemann-Hämmerling dieses Amt inne.

### Moderatoren
- 1884–1911 Friedrich Brandes
- 1911–1919 Heinrich Calaminus[1]
- 1919–1934 August Lang[2]
- 1934–1946 Hermann Albert Hesse[3]
- 1946–1973 Wilhelm Niesel, 1964–1970 auch Präsident des Reformierten Weltbundes[4]
- 1973–1982 Hans Helmut Eßer[5]
- 1982–1990 Hans-Joachim Kraus[6]
- 1990–2015 Peter Bukowski
- 2015–2019 Martin Engels
- 2019–2022 Kathrin Oxen
- 2022–2022 Bernd Becker

### Generalsekretäre
- 1960–1973 Karl Halaski
- 1973–1990 Joachim Guhrt
- 1990–2005 Hermann Schaefer
- 2006–2014 Jörg Schmidt
- 2014–2020 Achim Detmers
- 2022–2022Hannes Brüggemann-Hämmerling[7]

## Aktivitäten des Bundes
Der Reformierte Bund ist Mitglied im globalisierungskritischen Netzwerk Attac. Weiter unterhält er eigene Arbeitsgruppen, so zum Beispiel den Konvent Nord, in dem theologische und gesellschaftspolitische Themen für die Gemeindearbeit der Mitgliedsgemeinden aufgearbeitet wurden. Im Jahre 2009 zeichnete der Reformierte Bund für das sogenannte Calvinjahr verantwortlich; gefeiert wurde der 500. Geburtstag des Reformators Johannes Calvin.

## Archiv
Das Archiv des Reformierten Bundes befand sich bereits in den 1960er Jahren im Archiv der Lippischen Landeskirche und wird von dort aus weiterhin gepflegt und durch Übernahmen ergänzt. Darin sind neben den Unterlagen des Reformierten Bundes auch Akten aus der Anfangszeit des Kandidatenstifts Elberfeld zu finden.
Der Bestand enthält außerdem Teile aus dem Nachlass des langjährigen Moderators Wilhelm Niesel, die in der Klassifikation als „Anhang“ und in der Signatur durch ein „A“ gekennzeichnet wurden. Ein weiterer Teil des Nachlasses Niesels befindet sich in der Johannes a Lasco Bibliothek in Emden sowie im Evangelischen Zentralarchiv in Berlin.